# Aegis (film)
Pour les articles homonymes, voir Aegis.
Pour plus de détails, voir Fiche technique et Distribution.
Aegis (亡国のイージス, Bōkoku no iijisu) est un film japonais de Junji Sakamoto sorti en 2005. Le scénario est adapté du roman du même titre écrit par Harutoshi Fukui. Le titre japonais original peut littéralement se traduire par « Égide d'un pays en ruine ».
Le film tire son nom du système de combat Aegis avec lequel le navire de la JMSDF est équipé. « Aegis » doit également son nom à une source plus antérieure; dans la mythologie grecque, l'égide est une arme, interprétée soit comme un bouclier soit comme une peau d'animal, qui est utilisée à différents moments dans l'Iliade par les dieux Zeus et Athéna.

## Synopsis
Sangoku est le premier maître de l’Isokaze, un navire d’escorte apparentant à la Force maritime d’autodéfense japonaise et équipé du dernier système de défense aérienne Aegis. Le vice-capitaine Miyazu, dont le fils est mort sous circonstances étranges dans un accident de voiture, veut prendre sa vengeance contre les gouvernements à la fois japonais et américain qu’il soupçonne d’avoir joué un rôle dans l’incident. Suivi par certains membre de l’équipage, Miyazu conspire avec des forces terroristes étrangères, menées par un homme nommé Yong Fa et venues à bord sous le guise d’être un groupe de formation de la flotte japonaise, pour tuer le capitaine du bateau et en prendre le contrôle.
Tandis que l’équipage est obligé d’abandonner le navire, le groupe terroriste entre en contact avec le gouvernement japonais et menace de viser tous les missiles du navire, qui sont également équipés d'une arme chimique de fabrication américaine nommée « GUSOH », sur la ville de Tokyo. Les dissents ont trois demandes: ils veulent que les États-Unis admettent l’existence de l’arme « GUSOH », que le gouvernement déclare qui a réellement tué le fils de Miyazu, et que le gouvernement japonais reconnaisse les critiques nationales faites par le groupe dans une diffusion publique. Quand un autre navire essaie d’intercepter l’Isokaze et mettre fin à leurs actes, le groupe n’hésite pas à tirer sur le bateau et l’exploser; le gouvernement américain se mêle aussi à l’histoire et menace de détoner l’Isokaze à son tour.
Après la prise de contrôle du bateau, Sangoku, avec l’aide de l’agent secret Kisaragi qui se fait passer pour un marin, se faufile à bord pour essayer de mettre fin aux plans de Miyazu et Yong Fa. Cependant, pendant ce temps, des tensions entre le groupe de Yong Fa et le groupe de Miyazu surviennent et Miyazu commence à se douter de lui-même et de ses choix. Sangoku défie les forces terroristes au combat, et, lors de la bataille, il est révélé que le fils de Miyazu a été tué par Yong Fa et son équipe. Yong Fa attaque Miyazu et essaie de l’obliger à déclencher « GUZOH », mais Sangoku parvient à voler l’arme chimique avant qu’il ne soit utilisé et le désarme. Il réussit également à vaincre Yong Fa et à reprendre le contrôle de l’Isokaze, convaincant les Américains de ne pas détruire le navire.

## Fiche technique
- Titre : Aegis
- Titre original : 亡国のイージス (Bōkoku no iijisu?)
- Réalisation : Junji Sakamoto
- Scénario : Yasuo Hasegawa et Kenzaburō Iida d'après un roman de Harutoshi Fukui
- Photographie : Norimichi Kasamatsu (ja)
- Montage : William M. Anderson (en)
- Éclairages : Kenji Ishida (ja)
- Décors : Mitsuo Harada (ja)
- Son : Fumio Hashimoto
- Musique : Trevor Jones
- Budget: $12'000'000 (estimé)
- Recettes (mondiales): $16'869'261[2]
- Pays de production :  Japon
- Langue originale : japonais
- Genre : film d'action ; thriller
- Durée : 127 minutes[3]
- Date de sortie : 
  - Japon : 30 juillet 2005[3]

## Accueil

### Critique
Aegis rencontre un accueil critique mitigé, avec des évaluations qui pour la plupart restent assez moyennes.
Sur des sites anglophones comme IMDB, le film obtient le score de 5.5 étoiles sur 10 parmi une sélection de 306 critiques. Sur Rotten Tomatoes, un score moyen de 50% et sur TMDB un score de 43% En France, AlloCiné montre une évaluation critique similaire de 3 étoiles sur 5 étoiles.

## Distribution
- Hiroyuki Sanada : Hisashi Sengoku
- Akira Terao : Hirotaka Miyazu
- Kōichi Satō : Diasuke Atsumi
- Kiichi Nakai : Yong Fa
- Ittoku Kishibe : Kazuma Seto
- Shôsuke Tanihara : Yudai Kazama
- Masanobu Ando : Don-chol
- Yoshio Harada : Koichiro Kaijimoto
- Mieko Harada : Yoshie Miyazu
- Claude Maki : Yoshiaki Munakata
- Kôsuke Toyohara : Kôsuke Toyohara
- Ryô Katsuji : Kou Kisaragi
- Chea Min-seo : Jon-hee
- Eisaku Yoshida : Isamu Takenaka
- Isao Toyohara : Takeshi Sugiura
- Kenji Takechi : Daisu
- Yasunari Takeshima : Chef de la patrouille de l'Urakaze

## Distinctions
Sauf indication contraire, les informations mentionnées dans cette section peuvent être confirmées par la base de données cinématographiques IMDb,  présente dans la section « Liens externes ».

### Récompenses
- Prix Blue Ribbon 2006 du meilleur acteur pour Hiroyuki Sanada[7]
- Prix du meilleur acteur dans un second rôle pour Ittoku Kishibe au festival du film de Yokohama 2006

### Sélections
- Japan Academy Prize : meilleur film et meilleur réalisateur pour Junji Sakamoto, meilleur acteur pour Hiroyuki Sanada, meilleur acteur dans un second rôle pour Kiichi Nakai, meilleur scénario pour Yasuo Hasegawa et Kenzaburō Iida, meilleure photographie pour Norimichi Kasamatsu (ja), meilleurs éclairages pour Kenji Ishida (ja), meilleur montage pour William M. Anderson (en), meilleurs décors pour Mitsuo Harada (ja), meilleure musique pour Trevor Jones et meilleur son pour Fumio Hashimoto[8]

## Analyse

### Image du film
Le film est, selon l’historien Aaron Gerow, exemplaire de la « récente résurgence de la pensée néo-nationaliste au Japon », toutefois un néo-nationalisme qui est encore confus. Aegis témoignerait de la volonté du Japon de se construire une nouvelle identité nationaliste post-guerre mais également des difficultés auxquelles cette construction fait face; une manque de motivation de la part du public pour un nationalisme militariste, une dépendance au modèle nationaliste américain qui cadre des films tels que Piège de cristal ou Piège en haute mer, ou encore des idées conflictuelles lors de la création d'une image homogène du nationalisme japonais. 
Le film présente l’idée que le Japon est un pays à risque de l'attaque de menaces étrangères qui sont soit ouvertement violentes soit le sont de manière plus subtile. Dans le film, les antagonistes principales prennent la forme d’un groupe de terroristes dont la ou les nationalités ne sont jamais révélées (contrairement au roman où ils sont explicitement nord-coréens) mais le gouvernement américain n’échappe pas aux critiques non plus, le Japon étant présenté comme étant sous la coupe des États-Unis. Cependant, l'ultime victoire du film sera celle du Japon, réussissant à vaincre à la fois les périls terroristes et la pression américaine. Tout cela rejoint l'image nationaliste mise en avant par le film que le Japon, après une longue période pacifiste, doit savoir s’imposer en tant que nation indépendante et sécurisée avec l’aide des forces telles que la JMSDF.
Selon une étude de 2021 recueillant les réponses de 2’000 jeunes japonais, Aegis (ainsi que les autres travaux dans la série, le manga et le livre) occupe une place dans le top 9 des œuvres ayant influencé la perception de la JMSDF auprès du public. Le film est alors toujours présent dans la mémoire culturelle populaire, et partiellement représentatif de la manière dont la sécurité nationale japonaise est perçue.